# Mavone
A Mavone egy olaszországi folyó, a Gran Sasso d’Italia egyik csúcsának, a Monte Corno Grandénak (2912 m) a lejtőin ered. Átszeli Teramo megyét majd Sant’Agostino mellett a Vomanóba torkollik. Mellékfolyói a Vittore, Leomogna és a Ruzzo.